# Le Démon et Tamara

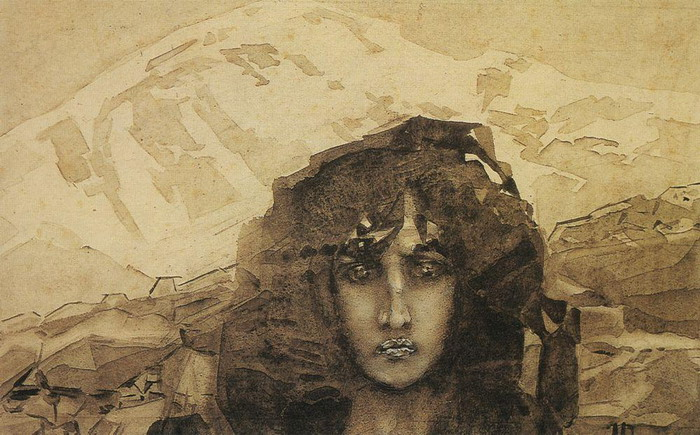
Le Démon sur fond de montagne, 1891. Musée national d'art russe à Kiev

 Le Démon et Tamara ou Aime moi !, est une illustration du peintre russe Mikhaïl Vroubel, pour le poème de Mikhaïl Lermontov Le Démon paru en 1841. Elle a été créée en 1891 et est conservée aujourd'hui à la Galerie Tretiakov.

## Description
L'illustration est réalisée sur du papier beige de dimensions 66,8 × 50 cm selon une technique très particulière, de l'aquarelle et de la céruse.  
Le dessin illustre une rencontre fatidique entre le Démon et Tamara dans la cellule monastique :
« Je descendrai au fond de la mer,

Je volerai au-delà des nuages,

Je te donnerai tout, toute la terre »

— Aime moi ! 

L'érotisme et l'ornementalisme est tout oriental. Le fond cristallique se retrouve dans les vêtements des personnages. Seuls les parties du corps, bras, épaules, visages gardent une surface lisse qui accentue la sensualité. Le décor caucasien renvoie aux descriptions du poète Mikhaïl Lermontov.

## Histoire de la création
En 1891, Mikhaïl Vroubel réalise une dizaine d'illustrations pour le jubilé de l'édition du poème de Mikhaïl Lermontov, sous la direction de Piotr Kontchalovski.
Sur les 36 dessins, réalisés par Vroubel dans le cadre de cette commande, 20 ont été incluses dans l'édition de I. I. Kouchnarev, parmi lesquelles 11 illustraient le poème Le Démon.
C'est à Piotr Kontchalovski que revient le mérite d'avoir ouvert la publication à des talentueux artistes. Parmi ceux-ci
il n'y avait que quatre jeunes artistes : Valentin Serov, Constantin Korovine, Leonid Pasternak et Mikhaïl Vroubel. Selon les souvenirs du fils de Kontchalovski, son père a choisi Pasternak en premier lieu comme jeune artiste pour cette illustration. Né en 1862 ce dernier avait 31 ans lors de la réalisation. Pasternak conseilla à Kontchalovski de choisir Valentin Serov pour illustrer le Démon. Mais Serov lui conseilla de s'adresser à Vroubel parce qu'il savait que celui-ci s'était déjà fort investi dans des images du Démon.
Vroubel présente son Démon sur fond de Mont Kazbek, un sommet enneigé du Caucase. Cela plait tellement à Kontchalovski qu'il loue une chambre pour Vroubel où il peut travailler tous les jours. Mais la plupart des critiques n'apprécient guère ses dessins, si bien que Kontchalovski a du défendre Vroubel pour que les éditeurs acceptent ses dessins.
Le dessin définitif pour l'édition destinée au jubilé a été précédé de deux esquisses. Vroubel a déchiré le premier pour enlever la partie droite avec le Démon. Kontchalovski a réussi à emporter le deuxième. Vroubel a modifié dans le deuxième les espaces de mur et a enlevé le tchongouri, mais il a gardé le ciel étoilé.

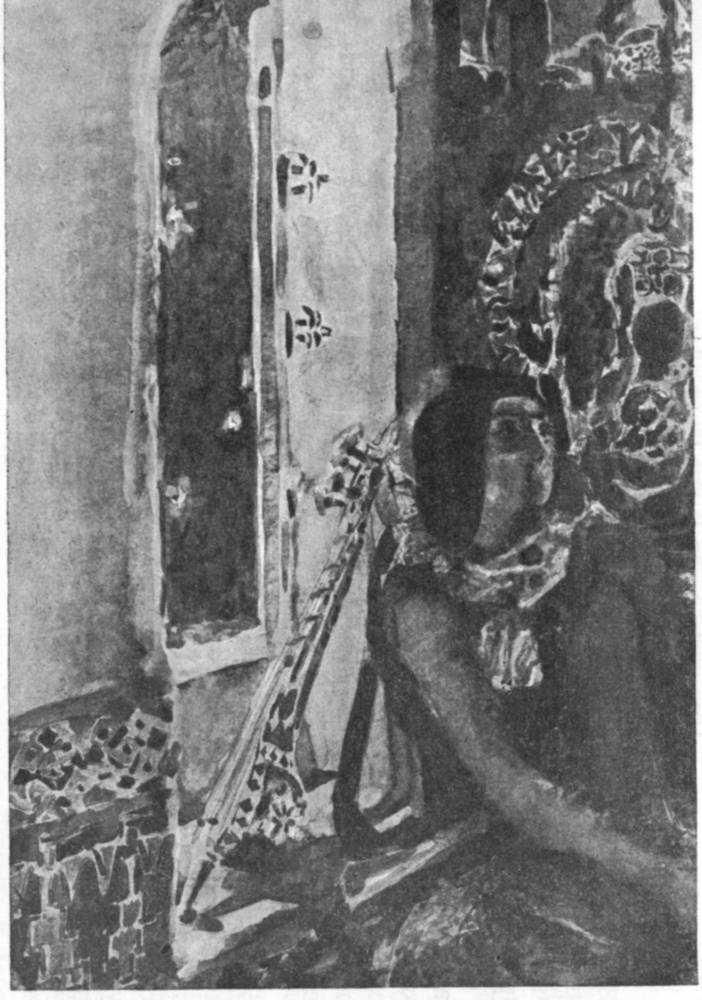
Tamara et le Démon, aquarelle, 1890, Collection privée, Moscou. La figure du Démon a été coupée par Vroubel
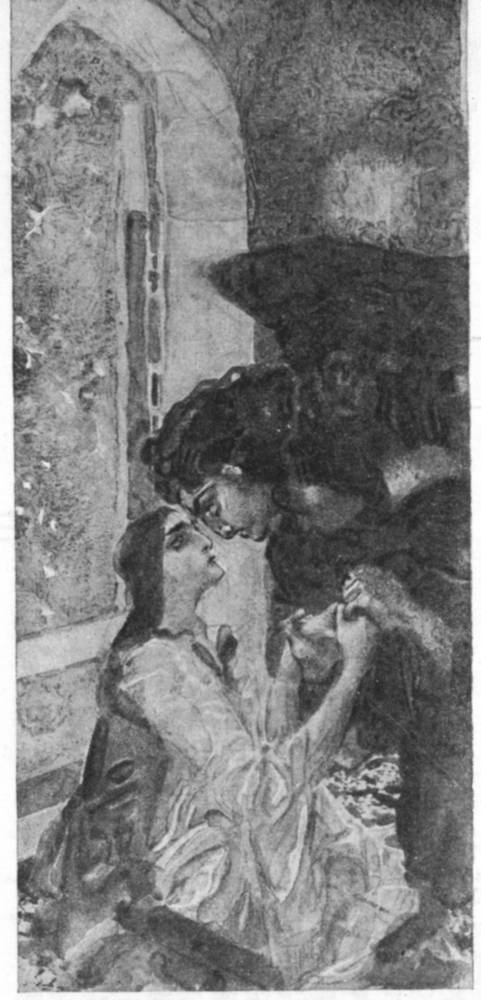
Tamara et le Démon, aquarelle, 1890, Galerie Tretiakov Moscou

Vroubel n'aime pas la deuxième version non plus et le déchire. Mais le fils de Kontchalovski le ramasse si bien qu'il est conservé. Vroubel réalise alors la troisième version qui sera celle reprise dans l'édition définitive.